# 투믹스
투믹스(영어: Toomics)는 ㈜투믹스에서 운영하고 있는 웹툰 플랫폼이다. 2015년 5월 15일에 짬툰(zzamtoon)이라는 이름으로 정식 서비스를 시작하였고, 2016년 9월 20일에 짬툰(zzamtoon)에서 Webtoon+Comics의 합성어인 투믹스(Toomics)로 이름을 변경하였다.

## 개요
'언제 어디서나 웹툰은 투믹스'라는 슬로건을 앞세워 웹툰 플랫폼을 서비스하고 있는 투믹스는 2015년 5월에 짬툰이라는 이름으로 정식 서비스를 시작하였고(대표: 김성인) 2015년 12월에 엠툰을 인수합병한 뒤 2016년 9월에 짬툰에서 투믹스로 이름을 변경하였다. 2017년 10월 기준 투믹스의 회원 수는 850만명, 작품 수는 800여편, 월간 PV는 1억이다. 웹툰 플랫폼 중에서는 후발 주자에 속하지만 지속적인 독점 웹툰 수급과 동시에 TV 광고 및 옥외 광고를 한 덕분에 단기간에 급성장을 하여 레진 코믹스, 탑툰 못지않은 웹툰 플랫폼이 되었고, 현재도 높은 성장세를 보이고 있다.
그리고 투믹스는 2018년 3월 경에 월간 연재 시스템인 '월간 투믹스'를 도입하여 웹툰 플랫폼 중 주간 연재/열흘 연재/월간 연재 시스템을 최초로 구축하는데 성공했고, 2018년 4월 경에 남성 독자뿐만 아니라 여성 독자도 사로잡는 플랫폼이 되고자 여성향 웹툰이 주가 되는 트윅스(TOOWICS) 카테고리를 신설하였다.

## 역사
- 2015.05 웹툰 플랫폼 짬툰(zzamtoon) 서비스 시작
- 2015.06 제1회 공모전 개최
- 2015.10 회원 수 200만, PV 월 4천만 돌파
- 2015.12 저작권보호센터 클린사이트 선정[1]
- 2015.12 ㈜엘코믹스 엠툰 인수합병[2]
- 2016.01 회원 수 500만, PV 월 1억 돌파
- 2016.04 제2회 공모전 개최
- 2016.07 중소기업 진흥공단 벤처기업인증[3]
- 2016.09 짬툰(zzamtoon)에서 투믹스(Toomics)로 이름 변경
- 2016.11 Android APP 출시[4]
- 2016.12 인터파크와 MOU 체결[5]
- 2016.12 VC 130억 투자 유치[6]
- 2016.12 iOS APP 출시[7]
- 2017.03 KEB 하나은행과 MOU 체결[8]
- 2017.04 이베이코리아과 MOU 체결[9]
- 2017.06 위메프와 MOU 체결
- 2017.08 지니뮤직과 MOU 체결[10]
- 2017.12 중국 콰이콴, 텐센트와 MOU 체결[11]
- 2017.12 구글플레이 Best of 2017: 올해를 빛낸 인기 앱 선정[12]
- 2018.03 월간 연재 시스템 '월간 투믹스' 도입[13]

## 특징

### 전 연령 웹툰 비중 상승으로 인한 고른 웹툰 구성
투믹스는 짬툰이라는 이름으로 서비스를 할 당시 당시 성인 웹툰이 많은 비중을 차지하고 있었기 때문에 성인을 타겟으로 한 웹툰 플랫폼으로 인식됐다. 하지만 짬툰에서 투믹스로 이름을 변경한 이후 전 연령 웹툰의 비중을 늘려 현재는 성인 웹툰과 전 연령 웹툰의 비율이 고른 편이다. 전 연령 웹툰의 경우 대표작으로 <괴물아기>(이상윤), <뉴바이블>(귀귀), <보스 인 스쿨>(이훈영/김의권)이 있으며, 성인 웹툰의 경우 <내 맘 같지 않아>(Andromeda11), <유토피아>(스튜디오 문)이 있다.

### 부분 유료화 기반 웹툰 플랫폼
투믹스는 부분 유료화 기반 웹툰 플랫폼이다. 웹툰 연재 주기에 따라 7일 혹은 10일을 기다리면 코인을 사용하지 않고도 무료로 볼 수 있는 웹툰과 코인을 사용해야만 볼 수 있는 웹툰(유료 웹툰)으로 구분되어 있다. 연재 중인 전 연령 웹툰 대다수가 전자에 해당되고, 성인 웹툰이나 완결 웹툰의 경우 후자에 해당된다. 참고로 투믹스는 유료 웹툰을 열람하는 회원들의 부담을 줄이기 위해 코인 할인 이벤트와 코인 추가 증정 이벤트를 꾸준히 진행하고 있다.

### 기타
- 네이버 웹툰처럼 댓글 등록 기능과 별점 부여 기능을 제공하고 있다.
- 앱 사용자들이 직접 뽑는 구글플레이 Best of 2017: 올해를 빛낸 인기 앱에 선정되었다. 이는 웹툰 플랫폼 최초의 수상 이력이다.
- 투믹스는 2016년 12월에 TV 광고를 진행하였으며 개그맨 양세형·김준현, 배우 이선빈이 출연했다.[14]
- 아프리카 TV에서 활동하고 있는 BJ들과 '더빙툰' 콜라보레이션을 여러 차례에 걸쳐서 진행했다.
- 2018년 1월 기준 <통>의 외전인 <통 엣지>, <총수>의 프리퀄인 <총수 비기닝>이 독점 연재되고 있다.
- 웹툰 플랫폼 중 최초로 월간 연재 시스템인 '월간 투믹스'를 도입하였다.

## 후원
- 충북 진천구청 산하 복지 센터 후원[15]
- 서울 동대문구청 관내 저소득층 주민 후원[16]
- 2016 미스섹시백 선발대회 후원[17]
- 2017 미스섹시백 선발대회 후원[18]
- 청춘아레나 2017 후원[19]